# علي بن داوود
المجاهد علي بن داوود أو المجاهد علي بن المؤيد هو خامس ملوك الدولة الرسولية في اليمن، حكم في الفترة (1321 – 1363 م).